# چانگچون

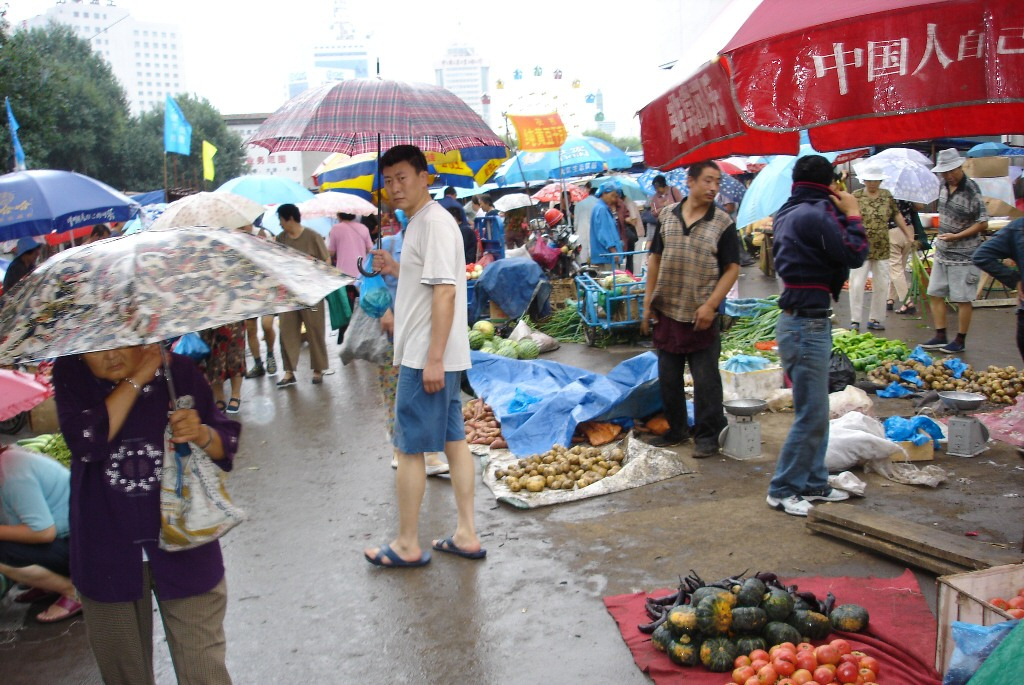
یک بازار روز در شهر چانگ چون.

چانگچون (به چینی: 长春市 به انگلیسی: Changchun) یکی از شهرهای جمهوری خلق چین است. چانگچون در شمال‌شرق چین و در منطقه‌ای سردسیر قرار گرفته است. این شهر دراستان جی‌لین بوده و مرکز اداری این استان می‌باشد. چانگچون در فاصله‌ای ۳۵۰ کیلومتری با مرز کره شمالی و فاصله‌ای ۵۱۰ کیلومتری با مرز روسیه قرار دارد.
در بین سال‌های ۱۹۳۲ و ۱۹۴۵ میلادی، این شهر در اشغال قوای ژاپنی بوده، پایتخت کشور دست‌نشاندهٔ منچوکو بوده، و نام آن به «شهر ویژهٔ شین‌جینگ» (پایتخت نو)(به چینی: 新京特别市) تغییر کرد.
جمعیت مناطق شهری تابعه چانگچون آن در سال ۲۰۲۰ میلادی برابر ۵٬۸۶۵٬۳۴۵ نفر تخمین زده شده است . جمعیت آن با حومه بیش از نه میلیون و چهارصد هزار نفر است.
امروزه، چانگچون یکی از مناطق مهم صنعتی چین بوده، و یکی از مراکز خودروسازی در چین می‌باشد. چانگچون همین‌طور یکی از شهرهای محم علم و تحقیقات بوده و میزبان چندین دانشگاه مهم.

## مناطق، شهرها، شهرستان‌ها
تقسیمات اداری شهر چانگچون در برگیرندهٔ اراضی وسیعی می‌باشد، که علاوه بر منطقهٔ شهری، مناطق حومه‌ای و روستایی و خالی از سکنهٔ وسیعی را پوشش می‌دهد. شهر چانگچون دارای ۷ منطقه می‌باشد، که ۵ تای آنان، منطقهٔ شهری چانگچون را تشکیل می‌دهد، و ۲ تای دیگر (منطقه جیوتای و منطقه شوانگ‌یانگ) دو منطقهٔ شهری اقماری. در تابعیت شهر چانگچون همینطور ۳ شهر «در سطح شهرستان» و یک شهرستان قرار دارد.
تا پیش از ۱۶ ژوئن ۲۰۲۰ میلادی، شهر گونگ‌ژولینگ تابع سی‌پینگ بوده. در آن تاریخ، این شهر از تابعیت سی‌پینگ در آمده و به شهر چانگچون واگذار شد.
|                 |           |                 |            |                      |             |  |  |  |  |  |
| نام             | حروف چینی | پین‌یین          | جمعیت-۱۳۹۹ | مساحت (کیلومتر مربع) | تراکم جمعیت |  |  |  |  |  |
| منطقه اِرداو     | 二道区    | Èrdào Qū        | ۷۵۵٬۲۷۹    | ۵۷۳٫۸۲               | ۱٬۳۱۶٫۲۳    |  |  |  |  |  |
| منطقه جیوتای    | 九台区    | Jiǔtái Qū       | ۶۱۳٬۸۳۶    | ۳٬۳۷۱٫۵۲             | ۱۸۲٫۰۷      |  |  |  |  |  |
| منطقه چاویانگ   | 朝阳区    | Cháoyáng Qū     | ۹۶۲٬۰۹۹    | ۲۸۷٫۲۵               | ۳٬۴۵۷٫۶۸    |  |  |  |  |  |
| منطقه شوانگ‌یانگ | 双阳区    | Shuāngyáng Qū   | ۳۳۵٬۷۲۳    | ۱٬۶۷۷٫۰۴             | ۲۰۰٫۱۹      |  |  |  |  |  |
| منطقه کوان‌چنگ   | 宽城区    | Kuānchéng Qū    | ۸۵۷٬۲۴۵    | ۸۸۲٫۵۸               | ۹۷۱٫۲۹      |  |  |  |  |  |
| منطقه لویوان    | 二道区    | Èrdào Qū        | ۷۵۵٬۲۷۹    | ۵۷۳٫۸۲               | ۱٬۳۱۶٫۲۳    |  |  |  |  |  |
| منطقه نان‌گوان   | 南关区    | Nánguān Qū      | ۱٬۲۲۴٬۹۲۸  | ۵۱۵٫۴۶               | ۲٬۳۷۶٫۳۸    |  |  |  |  |  |
| شهر ده‌هوئی      | 德惠市    | Déhuì Shì       | ۷۱۹٬۲۱۴    | ۳٬۰۱۷٫۵۸             | ۲۳۸٫۳۴      |  |  |  |  |  |
| شهر گونگ‌ژولینگ  | 公主岭市  | Gōngzhǔlǐng Shì | ۸۶۲٬۳۱۳    | ۴٬۱۴۰٫۶۰             | ۲۰۸٫۲۶      |  |  |  |  |  |
| شهر یوشو        | 榆树市    | Yúshù Shì       | ۸۳۶٬۰۹۸    | ۴٬۷۱۲٫۴۹             | ۱۷۷٫۴۲      |  |  |  |  |  |
| شهرستان نونگ‌آن  | 农安县    | Nóng'ān Xiàn    | ۸۶۷٬۲۷۴    | ۵٬۲۳۵٫۴۶             | ۱۶۵٬۶۵      |  |  |  |  |  |